# Війна племен
Війна племен (нім. Die Stämme, англ. Tribal Wars) — багатокористувацька стратегія в реальному часі про епоху середньовіччя. Tribal Wars поєднує в собі стратегію та простий геймплей, сконцентрований на розбудові селища і боротьбі з сусідами.

## Розробка
Tribal Wars була випущена у червні 2003 року в Німеччині під назвою «Die Stämme», німецькою компанією «InnoGames». У 2006 році гра була випущена на міжнародний рівень. У грі зареєстровано понад 34 мільйони гравців в усьому світі.

## Ігровий процес

### Основа
Гравцеві надається можливість керувати розвитком селища та наймати війська для боротьби з сусідами. Більшість дій вимагає ресурсів, яких є три види: дерево, глина і залізо. Добуваються вони у відповідних будівлях, таких як тартаки, кар'єри, шахти.

### Племена
Плем'я — це група гравців, які об'єдналися під загальним ім'ям, девізом та прапором. З часом гравець знаходить однодумців серед інших гравців і створює з ними загальне плем'я чи вступає до існуючого, щоб допомагати одне одному і оборонятися від ворогів. При цьому гравець бере на себе роль вельможі, як глава племені, воїна чи аристократа. Одне плем'я може вміщати володіння від 50 до 1500 гравців. Зміцнівши, поселення отримує змогу нападати на сусідів і розширювати володіння. 
Племена вносять у гру нові можливості, такі, наприклад, як великомасштабні війни та величезні альянси, укладення мирних угод, запрошення інших гравців. З'являються додаткові можливості для спілкування. Для кожного племені існує свій форум із загальнодоступними і таємними розділами.

### Структура племені
Внутрішня структура
Всі племена влаштовані по-різному, як і будь-яка інша організація. Однак серед цього розмаїття можна помітити подібність в системі управління та ухвалення рішень. Тому за винятком деяких специфічних випадків, основа структури більшості племен однакова, і в загальному діючі в них правила досить схожі. 
Практично у кожного племені є Вождь (один або кілька), що має повноваження — перейменувати, розпустити, давати і забирати привілеї іншим членам племені. Є старші гравці, наділені деякими привілеями (модерування форуму, дипломатія, запрошення). Крім привілеїв, у гравців можуть бути довільні титули, у списку учасників вони розташовуються поруч з ніком, в дужках. 
Призначати титули може Вождь або Старійшина, у відповідності з прийнятими в племені правилами.
1. Вождь
2. Старійшина
3. Запрошення в плем'я нових гравців
4. Дипломатія
5. Групова розсилка
6. Модерування форуму
7. Доступ до прихованих форумів
8. Доступ до форумів «тільки для довірених»

### Будівлі
Всі будівлі селища зводяться та поліпшуються через Ратушу. Кожна будівля має свій час будівництва, свої витратні ресурси та населення і зводиться для якоїсь певної мети. Деякі будівлі для виробництва юнітів, інші для видобутку ресурсів, для поліпшення військ та додаткового захисту.
1. Ратуша — головна споруда в будь-якому селищі. Максимальний рівень споруди — 30. Її поліпшення дозволяє зводити нові будівлі, а також прискорює час будівництва.
2. Казарма — служить для тренування піхоти. Чим вищий рівень казарми, тим швидше навчаються в ній війська.
3. Стайня — існує для тренування вершників. Чим вищий рівень стайні, тим швидше кіннота проходять підготовку.
4. Майстерня —  для тренування облогових знарядь. Чим вищий рівень майстерні, тим швидше проходять підготовку облогові бойові одиниці. В майстерні будуються Таран та Катапульта.
5. Особняк —  для навчання шляхти та карбування монет.
6. Кузня — тут розробляють та випробовують нову зброю. Чим вищий рівень кузні, тим складніші технології можуть освоїти ковалі. Крім того, час, потрібний на освоєння нових технологій, скорочується. Максимальний рівень — 20. Поліпшення споруди дозволяє вивчати нові технології, а також є вимогою для побудови деяких будівель.
7. Ринок — дозволяє транспортувати ресурси між селищами. Також ринок дозволяє торгувати з іншими гравцями або безоплатно пересилати ресурси одноплемінникам/друзям. Максимальний рівень споруди — 25. Поліпшення збільшує кількість купців, а також потрібне для зведення інших будівель. Один купець перевозить 1000 одиниць ресурсів.
8. Тартак — споруда для добування деревини. Чим вищий рівень лісопилки, тим більше деревини будуть давати селищу лісоруби. У всіх ігрових світах швидкість видобутку дерева різна. Максимальний рівень споруди — 30. Поліпшення збільшує видобуток дерева.
9. Глиняний кар'єр — споруда для видобутку глини. Глина використовується для зведення будівель, дослідження технологій і виробництва юнітів. Велика кількість глини потрібно для карбування монет. У всіх світах швидкість видобутку глини різна. Максимальний рівень споруди — 30. Поліпшення збільшує видобуток глини.
10. Залізна копальня — споруда для видобутку заліза. Залізо використовується для зведення будівель, дослідження технологій і виробництва юнітів. Велика кількість заліза потрібно для виробництва легких і важких кавалеристів. У всіх світах швидкість видобутку заліза різна. Максимальний рівень споруди — 30. Поліпшення збільшує видобуток заліза.
11. Садиба — забезпечує робітників і воїнів провізією, яка також потрібна для розширення селища. Чим вищий рівень садиби, тим більше мешканців вона може прогодувати. Максимальний рівень — 30. Поліпшення збільшує ліміт населення, на останньому рівні — до 24000.
12. Собор — будівля, яке вже є у першому селищі з самого початку. Потрібна для благословення військ села, а також для благословення військ у інших селах, що потрапляють під радіус її дії. Поблагословені війська отримують 50% -ий бонус атаки та захисту. Радіус дії собору — 6 клітинок на карті.
13. Церква — виконує таку ж функцію як і собор, але коштує більше та займає значну частину садиби. Радіус дії від 4 до 8 клітин. Будувати можна в будь-якому селі з великою кількістю вільного місця в садибі. Максимальний рівень першої церкви — 1. Поліпшення збільшує радіус дії.
14. Статуя — одна з перших споруд, доступних для будівництва. Дозволяє навчати паладина, який є дуже важливим юнітом. У цій будівлі також можна дати паладину нове ім'я та перемістити його в інше село з побудованою статуєю. У деяких світах ця будівля має додаткову кімнату — арсенал, що використовується для зберігання знайдених паладином артефактів.
15. Схованка — дозволяє заховати ресурси, щоб нападник їх не виявив і не викрав. Навіть розвідники нападника не можуть розвідати інформацію про ресурси, які перебувають в схованці. Максимальний рівень будівлі — 10. Поліпшення збільшує кількість захованих ресурсів.
16. Комора — будівля для зберігання видобутих ресурсів до того моменту, поки гравець не захочете їх витратити. При заповненні ресурсами, їх надлишок буде пропадати. Це ж стосується і ресурсів, отриманих від набігів чи придбаних на ринку. Максимальний рівень — 30. Поліпшення збільшує обсяг збережуваних ресурсів.
17. Стіна — збільшує захист військ при нападах. Максимальний рівень — 20. Поліпшення рівня збільшує захист військ.
18. Площа — існує для керування військами, перегляду поточних маневрів і місць розташування військ. Тут знаходиться калькулятор бою, що дозволяє оцінити втрати в бою з заданими параметрами. Існує тільки один рівень цієї споруди.

### Село
Село дається гравцеві на початку гри. Існують також: Варварські села, Бонусні села та Чужі села, тобто села інших гравців.
Бонусні села — села особливого типу, на мапі підсвічуються, що мають певні переваги. Почати гру в бонусному селі неможливо. Вони з'являються так як і Варварські села. Їх можна захоплювати. У деяких світах бонусні села не активовані. 
Існує кілька різновидів Бонусних сіл. У світах з активованими Бонусними селами можна зустріти два різних типи бонусних сіл: старі та поліпшені. При наведенні мишею на таке село на карті, з'явиться спливаюче віконце з інформацією про село та про бонуси села. 
Варварські села — покинуті села сірого кольору на мапі. Їх можливо захопити. Бій в цих селах відбуватиметься також, як і у всіх інших селах. Мораль на ці села завжди 100%. Також, вони розвиваються самі по собі. Коли гравця штрафують на село за порушення правил — його села стануть селами варвара, і в захисті там буде стояти стільки ж списоносців та мечників, скільки очок у села.

### Ігрові юніти
У грі юніти створюються в призначених для цього будівлях, а саме: казарма, стайня, майстерня, статуя та особняк. Всім юнітам потрібний різний час для виробництва, різну кількість ресурсів. Кожен юніт володіє своїми характеристиками. У грі юніти поділяються на ті що використовується в атаці та захисті.
Універсальні юніти
1. Паладин — юніт, котрий сильний як в атаці, так і у захисті. Він може бути тільки один. Унікальною особливістю паладина є те, що війська під командуванням паладина, які йдуть для підкріплення іншого села будуть йти зі швидкістю паладина, яка дорівнює швидкості легкого кавалериста і у стандартних світах становить 10 хвилин на поле. Завдяки артефактами паладин може поліпшити бойові якості будь-якого юніта. У селі де розквартирований паладин будівлі та споруди будуються швидше.
2. Шляхтич — юніт, котрий не придатний для боїв через свою високу вартість. Використовується для розширення володінь. Це єдиний юніт, котрий здатний захопити село. Шляхтич, після кожної успішної атаки, знижує лояльність села на 20-35 пунктів. Коли лояльність стане дорівнює нулю — шляхтич зникає, село переходить під управління гравця зі значенням лояльності рівною 25, а охорона шляхтича залишається в селі як підкріплення.

Юніти, що використовується в атаці
1. Сокирник — атакуючий юніт, котрий абсолютно не придатний для захисту. Велика кількість сокирників у поєднанні з великою кількістю таранів дозволяє ефективно руйнувати стінку навіть у дуже захищеному селі.
2. Легкий кавалерист — атакуючий юніт, але він займає 4 місця в садибі, для спорудження вимагає велику кількість заліза. Має велику вантажопідйомність та швидкість. В атаках використовується у парі із сокирником, оскільки їх поєднання дає змогу закрити уразливості один одного.
3. Кінний лучник — юніт, котрий є дуже ефективним прои лучників. Також, як і лучник, є не у всіх світах.
4. Таран — використовуються для руйнування стін у селах противника. Руйнування стіни відбувається до того, як основні війська вступають у бій, це позначається на оборонному бонусі захисників — бонус знижується.
5. Катапульта — використовується для руйнування будівель противника. Катапульти, на відміну від таранів, атакують після того, як основні війська вступлять в бій. Тобто стінку катапультами ламати теж можна, але це не ефективно.

Юніти, що використовуються у захисті
1. Списоносець — використовується у обороні, оскільки має гарний захист від кавалерії. Він дешевий та швидкий, на ранніх стадіях гри з нього виходить гарний юніт для грабування сіл. Показники атаки у цього юніта дуже погані.
2. Мечник — захисний юніт, що добре відбиває будь-які атаки, особливо напади піхотинців. Має непоганий, як для захисного юніта, атакуючий потенціал. У мечника дуже низька швидкість пересування.
3. Лучник —у нього, порівняно з мечником, показники захисту більші, проте він і коштує дорожче, до того ж часу на його тренування йде куди більше. У деяких світах цього юніта немає. Дуже вразливий при нападі кінних лучників.
4. Шпигун — використовується для збору інформації про селах противника. Також тільки з допомогою цього юніта можна перешкодити іншому гравцю, що хоче отримати інформацію про ваше село.
5. Важкий кавалерист — найкращий з захисних юнітів, якого також можна використовувати і в атаці. Найдорожчий юніт після шляхтича. Має найкращі показники захисту, але й займає 6 місць в садибі. Має високу швидкість пересування.
6. Ополчення — захисні юніти, слабкі проти всіх видів військ. Можливість найму — тільки при наявності 2 сіл, якщо сіл більше — не можна більше набирати ополчення. Під час набору ополчення виробництво всіх видів ресурсів буде скорочено на 50% для кожного. Ополчення залишається на 6 годин. Можна отримати 20 ополченців для кожного рівня садиби, максимум до рівня 15.

### Швидкість юнітів
Швидкість юнітів — це час пересування юнітів на ігровій мапі.

### Ігрові ресурси
Ресурси це валюта ігрового світу. Ресурсами у Війні племен є:
- Дерево
- Глина
- Залізо

Вони використовуються для тренування військ та будівництва споруд в селах. Ресурси видобуваються в селах, у спеціалізованих спорудах: Тартак, Глиняний кар'єр, Залізна копальня. Швидкість видобутку залежить від рівня будови та швидкості світу. Максимальний рівень видобувних споруд — 30.
Зберігаються ресурси у коморі, місткість якої так само залежить від рівня споруди.

### Швидкість гри
Швидкість гри — це час будівництва юнітів, будівель та споруд і кількість вироблених ресурсів у шахтах та кар'єрах.

### Артефакти
Артефакти — це предмети, що підсилюють характеристики бойових юнітів. Артефакти можна отримати, якщо у гравця є Статуя і Паладин. 
Щоб знайти артефакт — паладину потрібен деякий час. Стежити за пошуком допомагає смуга прогресу, розташована в арсеналі (вкладка, доступна в статуї). Паладин стає ближче до знахідку кожен день на 3% (при швидкості х1), але пошуки можна прискорити, перемагаючи ворогів, тим самим підвищуючи рейтинг переможених противників. Коли смужка дійде до 100% — паладин знайде випадковий артефакт, а прогрес знаходження предмета скинеться на 0%, після чого почнуться пошуки нового артефакту.

## Продовження гри
20 листопада 2013 року «InnoGames» оголосила про випуск сиквела «Війни племен» — «Війна племен-2».
Продовження зберегло всі свої оригінальні будівлі та споруди та додано три нові. У сиквелі додано два нових юніта.